# Frietei
Het frietei is een snack die voorkomt in Oost- en Zuid-Nederland en afkomstig is uit Venlo. Het frietei toont veel overeenkomsten met de eierbal. Het is een gekookt ei dat doormidden is gesneden en vervolgens met ragout wordt omhuld. Dit wordt tot een bal gedraaid, door het paneermeel gehaald, en gefrituurd.
Het Venlose frietei is in 1959 bedacht door Toon Schreurs, die met zijn vrouw Mie eigenaar was van Automatiek  Picadilly. Veel snackbars in omgeving Venlo en omgeving hebben frietei in het assortiment, meestal naar eigen recept. Frieteieren worden vers gemaakt en zijn dan beperkt houdbaar, invriezen gaat ten koste van de smaak.